# Mecz Gwiazd PLK 2008
Mecz Gwiazd Polskiej Ligi Koszykówki 2008 – towarzyski mecz koszykówki rozegrany 2 marca 2008 roku we Wrocławiu. W spotkaniu wzięli udział czołowi zawodnicy najwyższej klasy rozgrywkowej w Polsce. Spotkanie gwiazd odbyło się w konwencji Północ - Południe. Przy okazji spotkania rozegrano także konkursy rzutów za 3 punkty, wsadów oraz par mieszanych (koszykarz–dziennikarz).
Podczas imprezy odbył się także pokaz wsadów w wykonaniu francuskiej ekipy akrobatów – Crazy Dunkers.
Eric Hicks z Polpaku Świecie otrzymał nagrodę dla najlepszego amerykańskiego zawodnika spotkania. Jej fundatorem była ambasada USA. W trakcie około 26 minut Hicks trafił 7/15 rzutów z gry, zdobywając 15 punktów, zebrał też 7 zbiórek. Miał okazję doprowadzić do remisu, został bowiem sfaulowany na dwie sekundy przed końcem spotkania. pierwszego rzutu nie trafił, drugi natomiast nie trafił celowo. Zespołowi Północy nie udało się doprowadzić do dogrywki.

## Wybrani w głosowaniu
PÓŁNOC

Pierwsza piątka: Donald Copeland (Polpharma), Bobby Dixon (Polpak), Milan Gurović (Prokom), Chris Daniels (Kotwica), Eric Hicks (Polpak).
 
Rezerwowi: Donatas Slanina (Prokom Trefl), D.J. Thompson (AZS), Krzysztof Roszyk (Prokom Trefl), Christian Burns (AZS), Filip Dylewicz (Prokom Trefl), Hernol Hall (Polpharma), Michael Ansley (Bank BPS Basket), Paweł Kikowski (Polpak).
Trenerzy: Tomas Pacesas (Prokom Trefl Sopot) i gość specjalny Jerzy Binkowski
POŁUDNIE

Pierwsza piątka: Rashid Atkins (Asco Śląśk), David Logan (PGE Turów), Thomas Kelati (PGE Turów), Alan Daniels (Anwil), Alex Dunn (Anwil). 

Rezerwowi: Andres Rodriguez (PGE Turów), Andrzej Pluta (Anwil), Łukasz Koszarek (Anwil), Norman Richardson (SPEC Polonia), Wojciech Szawarski (Atlas Stal), Kris Clarkson (Górnik), Ruben Boykin (Atlas Stal), Jared Homan (Asco Śląsk).
Trenerzy: Saso Filipovski (PGE Turów Zgorzelec) i gość specjalny Maciej Zieliński.
W spotkaniu nie wziął udziału Bobby Dixon z Polpaku, jego miejsce zajął Przemysław Frasunkiewicz z Czarnych, natomiast do składu podstawowego awansował Donatas Slanina. W zespole Południa zabrakło spośród wybranych Rubena Boykina ze Stali, którego miejsce zajął Kamil Chanas ze Śląska Wrocław.

## Konkurs rzutów za 3 punkty
Uczestnicy konkursu:  Iwo Kitzinger (PGE Turów), Donatas Slanina (Prokom Trefl), D.J. Thompson (AZS), Thomas Kelati (PGE Turów), Andrzej Pluta (Anwil), Torrell Martin (ASCO Śląsk). 
W finale Andrzej Pluta pokonał Thomasa Kelatiego 21-18, odzyskując tym samym tytuł najlepszego strzelca za 3 punkty, który stracił rok wcześniej na rzecz Iwo Kitzingera.

## Konkurs wsadów
Prezes PLK zaprosił do udziału w konkursie zawodników t.j: David Logan (PGE Turów), Alan Daniels (Anwil), Torrell Martin (Asco Śląsk), Sefton Barrett (Kotwica), Christian Burns (AZS), Kris Clarkson (Górnik). Z powodu kontuzji w konkursie nie mógł wystąpić Martin, jego miejsce zajął klubowy kolega – Aivaras Kiaušas, i to właśnie on został zwycięzcą, na dodatek po raz drugi w karierze. Wcześniej dokonał tego jedynie Adam Wójcik. W finale pokonał Davida Logana.
Spotkanie wygrała drużyna Południa, pokonując Północ 114–112.
- MVP – Andrzej Pluta
- Zwycięzca konkursu wsadów – Aivaras Kiaušas
- Zwycięzca konkursu rzutów za 3 punkty – Andrzej Pluta

## Składy
Pogrubienie – oznacza zawodnika składu podstawowego
| Północ – 112                              | Północ – 112                              | Północ – 112                              | Północ – 112                              | 114 – Południe                            | 114 – Południe                            | 114 – Południe                            | 114 – Południe                            |
| Wyniki Kwart – 39:41, 33:32, 21:27, 19:14 | Wyniki Kwart – 39:41, 33:32, 21:27, 19:14 | Wyniki Kwart – 39:41, 33:32, 21:27, 19:14 | Wyniki Kwart – 39:41, 33:32, 21:27, 19:14 | Wyniki Kwart – 39:41, 33:32, 21:27, 19:14 | Wyniki Kwart – 39:41, 33:32, 21:27, 19:14 | Wyniki Kwart – 39:41, 33:32, 21:27, 19:14 | Wyniki Kwart – 39:41, 33:32, 21:27, 19:14 |
| Zawodnik                                  | Kraj                                      | Klub                                      | Pkt                                       | Zawodnik                                  | Kraj                                      | Klub                                      | Pkt                                       |
| ----------------------------------------- | ----------------------------------------- | ----------------------------------------- | ----------------------------------------- | ----------------------------------------- | ----------------------------------------- | ----------------------------------------- | ----------------------------------------- |
| D.J. Thompson                             | Stany Zjednoczone                         | AZS Koszalin                              | 18                                        | Andrzej Pluta                             | Polska                                    | Anwil Włocławek                           | 21                                        |
| Donald Copeland                           | Stany Zjednoczone                         | Polpharma Starogard Gdański               | 15                                        | Jared Homan                               | Stany Zjednoczone                         | ASCO Śląsk Wrocław                        | 19                                        |
| Eric Hicks                                | Stany Zjednoczone                         | Polpak Świecie                            | 15                                        | Norman Richardson                         | Stany Zjednoczone                         | SPEC Polonia Warszawa                     | 16                                        |
| Michael Ansley                            | Stany Zjednoczone                         | Bank BPS Basket Kwidzyn                   | 13                                        | Alan Daniels                              | Stany Zjednoczone                         | Noteć Inowrocław                          | 14                                        |
| Hernol Hall                               | Kostaryka                                 | Polpharma Starogard Gdański               | 10                                        | David Logan                               | Stany Zjednoczone                         | PGE Turów Zgorzelec                       | 10                                        |
| Paweł Kikowski                            | Polska                                    | Polpak Świecie                            | 10                                        | Kris Clarkson                             | Stany Zjednoczone                         | Górnik Wałbrzych                          | 9                                         |
| Christian Burns                           | Stany Zjednoczone                         | AZS Koszalin                              | 10                                        | Kamil Chanas                              | Polska                                    | ASCO Śląsk Wrocław                        | 8                                         |
| Chris Daniels                             | Stany Zjednoczone                         | Kotwica Kołobrzeg                         | 10                                        | Alex Dunn                                 | Stany Zjednoczone                         | Anwil Włocławek                           | 6                                         |
| Krzysztof Roszyk                          | Polska                                    | Prokom Trefl Sopot                        | 4                                         | Rashid Atkins                             | Stany Zjednoczone                         | ASCO Śląsk Wrocław                        | 4                                         |
| Przemysław Frasunkiewicz                  | Polska                                    | Energa Czarni Słupsk                      | 3                                         | Thomas Kelati                             | Stany Zjednoczone                         | PGE Turów Zgorzelec                       | 3                                         |
| Filip Dylewicz                            | Polska                                    | Prokom Trefl Sopot                        | 2                                         | Andres Rodriguez                          | Portoryko                                 | PGE Turów Zgorzelec                       | 2                                         |
| Milan Gurović                             | Serbia                                    | Prokom Trefl Sopot                        | 2                                         | Łukasz Koszarek                           | Polska                                    | Anwil Włocławek                           | 2                                         |
| Donatas Slanina                           | Litwa                                     | Prokom Trefl Sopot                        | 0                                         | Wojciech Szawarski                        | Polska                                    | Atlas Stal Ostrów Wielkopolski            | 0                                         |